# Ladislau al III-lea al Ungariei
Ladislau al III-lea (n. 1199, Székesfehérvár, Țările Coroanei Sfântului Ștefan, Ungaria – d. 7 mai 1205, Viena, Ducatul Austriei⁠(d)) a fost rege al Ungariei și Croației între 1204 și 1205. Acesta a fost singurul copil al regelui Emeric. Ladislau a fost încoronat rege la ordinele tatălui său bolnav, care dorea să asigure succesiunea fiului său. Regele pe moarte l-a făcut pe fratele său, Andrei, regent al fiului minor. Cu toate acestea, ducele Andrei a ignorat interesele copilului. Drept urmare, mama lui Ladislau, Constance de Aragon, a fugit în Austria, luându-l pe Ladislaus cu ea. Acesta a murit pe neașteptate la Viena.

## Copilărie
Ladislau a fost singurul copil cunoscut al regelui Emeric și al soției sale, Constance de Aragon.  Data exactă a nașterii lui Ladislaus este necunoscută, dar este probabil ca acesta să se fi născut în jurul anului 1200, potrivit istoricilor Gyula Kristó și Ferenc Makk.  După ce s-a îmbolnăvit grav, regele Emeric a ordonat încoronarea fiului său în încercarea de a asigura o succesiune lină pentru acesta.  Ioan, arhiepiscop de Kalocsa, l-a încoronat pe Ladislau la 26 august 1204.  Emeric s-a împăcat cu sfidătorul său frate mai mic, Andrei, pe care îl închisese. L-a eliberat pe Andrei și l-a făcut regent pe durata minorității lui Ladislaus. 
Regele Emeric s-a îmbolnăvit de un tip de boală incurabilă. Prin urmare, când a știut că ultima sa oră se apropie, a trimis cu toată graba și l-a eliberat pe fratele său din arest și l-a adus la el. Când Andrei a apărut în fața regelui, regele și-a făcut testamentul în prezența sa, încredințându-i tutela fiului său și administrarea întregului regat până când acesta ar trebui să atingă vârsta majorității.

—Toma Arhidiaconul: Istoria Episcopilor din Salona și Split

## Domnia (1204-1205)
La 30 noiembrie 1204, regele Emeric a murit, iar Ladislau i-a succedat. Papa Inocențiu al III-lea i-a trimis o scrisoare ducelui Andrew, avertizându-l să respecte interesele copilului rege. Totuși, refuzând să țină seama de avertismentul lui Inocențiu, Andrei a pus mâna pe banii pe care Emeric îi depusese în Abația Pilis pentru Ladislau. Considerând poziția fiului ei nesigură, Constance a fugit în Austria, luându-l pe Ladislaus cu ea. 

Deși ducele Andrei a depus toate eforturile pentru a-i captura pe regina Constance și pe regele Ladislau înainte ca aceștia să poată scăpa, nu i-a putut împiedica de a ajunge la Viena. Ducele Leopold al VI-lea, care era vărul regelui Emeric, a fost dispus să dea adăpost regelui Ladislaus, deși ducele Andrei l-a amenințat cu o invazie. Ladislau a murit brusc la 7 mai 1205. Corpul său a fost dus la Esztergom și îngropat în Bazilica din Esztergom. 
După [regele Emeric] a domnit fiul său Ladislau, care a fost încoronat pe 26 august, joi. A domnit șase luni și cinci zile. El a plecat la Domnul ... pe 7 mai. Corpul său se odihnește la Alba.

—Cronica pictată de la Viena